# Panathīnaïkos Athlītikos Omilos 2007-2008
Questa voce raccoglie le informazioni riguardanti il Panathīnaïkos Athlītikos Omilos nelle competizioni ufficiali della stagione 2007-2008.

## Maglie e sponsor
| Casa | Trasferta | Terza |  |

## Rosa
| N. |                       | Ruolo | Calciatore                           |
| -- | --------------------- | ----- | ------------------------------------ |
| 1  | Croazia (bandiera)    | P     | Mario Galinović                      |
| 2  | Nigeria (bandiera)    | D     | Joseph Enakarhire                    |
| 3  | Spagna (bandiera)     | D     | Josu Sarriegi                        |
| 4  | Brasile (bandiera)    | C     | Marcelo Mattos                       |
| 5  | Sudafrica (bandiera)  | D     | Nasief Morris                        |
| 6  | Grecia (bandiera)     | D     | Filippos Darlas                      |
| 7  | Grecia (bandiera)     | C     | Sōtīrīs Ninīs                        |
| 8  | Grecia (bandiera)     | D     | Giannīs Gkoumas (vice-capitano)      |
| 9  | Argentina (bandiera)  | C     | Sebastián Ariel Romero               |
| 10 | Argentina (bandiera)  | C     | Ezequiel González                    |
| 11 | Grecia (bandiera)     | A     | Dīmītrios Papadopoulos               |
| 12 | Portogallo (bandiera) | A     | Hélder Postiga                       |
| 14 | Grecia (bandiera)     | A     | Dimitris Salpingidis (vice-capitano) |
| 15 | Grecia (bandiera)     | D     | Takis Fyssas                         |
| 16 | Grecia (bandiera)     | D     | Stefanos Siontis                     |
| 17 | Grecia (bandiera)     | A     | Athanasios Tsigas                    |
| 18 | Polonia (bandiera)    | P     | Arkadiusz Malarz                     |

| N. |                      | Ruolo | Calciatore                     |
| -- | -------------------- | ----- | ------------------------------ |
| 19 | Croazia (bandiera)   | D     | Anthony Šerić                  |
| 20 | Grecia (bandiera)    | C     | Sotiris Leontiou               |
| 21 | Grecia (bandiera)    | C     | Giōrgos Karagkounīs (capitano) |
| 22 | Grecia (bandiera)    | C     | Alexandros Tziolīs             |
| 23 | Mozambico (bandiera) | C     | Mate Junior Simao              |
| 24 | Rep. Ceca (bandiera) | D     | Loukas Vyntra                  |
| 25 | Senegal (bandiera)   | C     | Dame N'Doye                    |
| 26 | Grecia (bandiera)    | A     | Evangelos Mantzios             |
| 27 | Austria (bandiera)   | C     | Andreas Ivanschitz             |
| 29 | Svezia (bandiera)    | D     | Mikael Nilsson                 |
| 30 | Grecia (bandiera)    | C     | Elini Dīmoutsos                |
| 31 | Grecia (bandiera)    | C     | Nikos Spiropoulos              |
| 33 | Grecia (bandiera)    | P     | Orestīs Karnezīs               |
| 35 | Grecia (bandiera)    | D     | Georgios Dadamis               |
| 36 | Angola (bandiera)    | A     | Manucho                        |
| 38 | Grecia (bandiera)    | D     | Nikolaos Boutzikos             |

Allenatore:  José Peseiro

## Risultati
- Campionato greco: 3º con 66 punti
- Coppa di Grecia:
- Coppa UEFA: sedicesimi di finale